# Тит Квинкций Криспин
Вижте пояснителната страница за други личности с името Тит Квинкций Пен.
Тит Квинкций Пен Капитолин Криспин II (на латински: Titus Quinctius Pennus Capitolinus Crispinus) e политик на Римска република през 3 век пр.н.е.
По време на Втората Пуническа война, през 213/212 пр.не.е служи в римската армия под командването на проконсула Марк Клавдий Марцел и участва в обсадата на Сиракуза. През 208 пр.н.е. Квинкций е избран за консул заедно с Марк Клавдий Марцел. 
По време на разузнаване, при което са придружени от 220 конници от съюзническите сили, те попадат в засада и почти целият им отряд е избит от многократно превъзхождащата ги по численост нумидийска конница.
Консулът Марцел умира по време на битката, а колегата му Криспин е тежко ранен и не след дълго умира от раните си. Преди това той посочва за диктатор Тит Манлий Торкват със задачата да организира следващите избори.
Синът на Марцел, също Марк Клавдий Марцел, който служи като военен трибун под командването на баща си, е ранен, но помага на консула Криспин да напусне бойното поле.